# Baix Camp
Baix Camp (hiszp. Bajo Campo) – comarca (powiat) w Hiszpanii, w Katalonii, w prowincji Tarragona. Jej stolicą jest Reus. Liczy 167 889 mieszkańców i zajmuje powierzchnię 697,07 km².